# Diego Campillo
Diego Campillo del Campo (Victoria de Durango, 19 ottobre 2001) è un calciatore messicano, difensore del Juárez.

## Caratteristiche tecniche
Gioca come difensore centrale.

## Carriera

### Club
È cresciuto nel settore giovanile del Guadalajara e nel 2020 è stato assegnato alla società filiale del Tapatío, con cui ha debuttato il 14 ottobre nell'incontro di Liga de Expansión MX pareggiato 0-0 contro il Cancún. Ha segnato il suo primo gol il 3 settembre dell'anno successivo, contro il Tepatitlán. Nel gennaio del 2022 è passato in prestito al Mineros de Zacatecas dove ha giocato il torneo di Clausura.
Il 26 giugno 2022 è passato in prestito al Juárez ed il 23 agosto ha debuttato in Liga MX nella partita vinta 4-1 contro il Pumas UNAM realizzando una delle reti. Nel gennaiod del 2025 è stato acquistato a titolo definitivo dai Los Bravos.

### Nazionale
Nel 2023 con la nazionale messicana Under-23 ha partecipato ai XXIV Giochi centramericani e caraibici vincendo la medaglia d'oro.

## Statistiche

### Presenze e reti nei club
Statistiche aggiornate al 4 marzo 2025.
| Stagione        | Squadra              | Campionato      | Campionato | Campionato | Coppe nazionali | Coppe nazionali | Coppe nazionali | Coppe continentali | Coppe continentali | Coppe continentali | Altre coppe | Altre coppe | Altre coppe | Totale | Totale | Totale |
| Stagione        | Squadra              | Comp            | Pres       | Reti       | Comp            | Pres            | Reti            | Comp               | Pres               | Reti               | Comp        | Pres        | Reti        | Pres   | Reti   |        |
| --------------- | -------------------- | --------------- | ---------- | ---------- | --------------- | --------------- | --------------- | ------------------ | ------------------ | ------------------ | ----------- | ----------- | ----------- | ------ | ------ | ------ |
| 2020-2021       | Tapatío              | EMX             | 25         | 0          | -               | -               | -               | -                  | -                  | -                  | -           | -           | -           | 25     | 0      |        |
| 2021-2022       | Tapatío              | EMX             | 15         | 1          | -               | -               | -               | -                  | -                  | -                  | -           | -           | -           | 15     | 1      |        |
| 2021-2022       | Mineros de Zacatecas | EMX             | 14         | 0          | -               | -               | -               | -                  | -                  | -                  | -           | -           | -           | 14     | 0      |        |
| 2022-2023       | Tapatío              | EMX             | 37         | 1          | -               | -               | -               | -                  | -                  | -                  | -           | -           | -           | 37     | 1      |        |
| Totale Tapatío  | Totale Tapatío       | Totale Tapatío  | 77         | 2          |                 | -               | -               |                    | -                  | -                  |             | -           | -           | 77     | 2      |        |
| gen.-giu. 2024] | Juárez               | LMX             | 15         | 2          | -               | -               | -               | -                  | -                  | -                  | LC          | 1           | 0           | 16     | 2      |        |
| 2024-2025       | Juárez               | LMX             | 25         | 1          | -               | -               | -               | -                  | -                  | -                  | LC          | 3           | 0           | 28     | 1      |        |
| Totale carriera | Totale carriera      | Totale carriera | 131        | 5          |                 | -               | -               |                    | -                  | -                  |             | 4           | 0           | 135    | 5      |        |

## Palmarès

### Nazionale
- Giochi centramericani e caraibici: 1

San Salvador 2023